# Spirit Animals
Spirit Animals je dobrodružná fantasy literární série, která se skládá z první série prostě nazvané Spirit Animals a druhé série pojmenované Spirit Animals – Soumrak strážců (v anglickém originále Spirit Animals: Fall of the Beasts) od skupiny několika autorů v čele s americkým autorem Brandonem Mullem.

## Autoři

### Brandon Mull

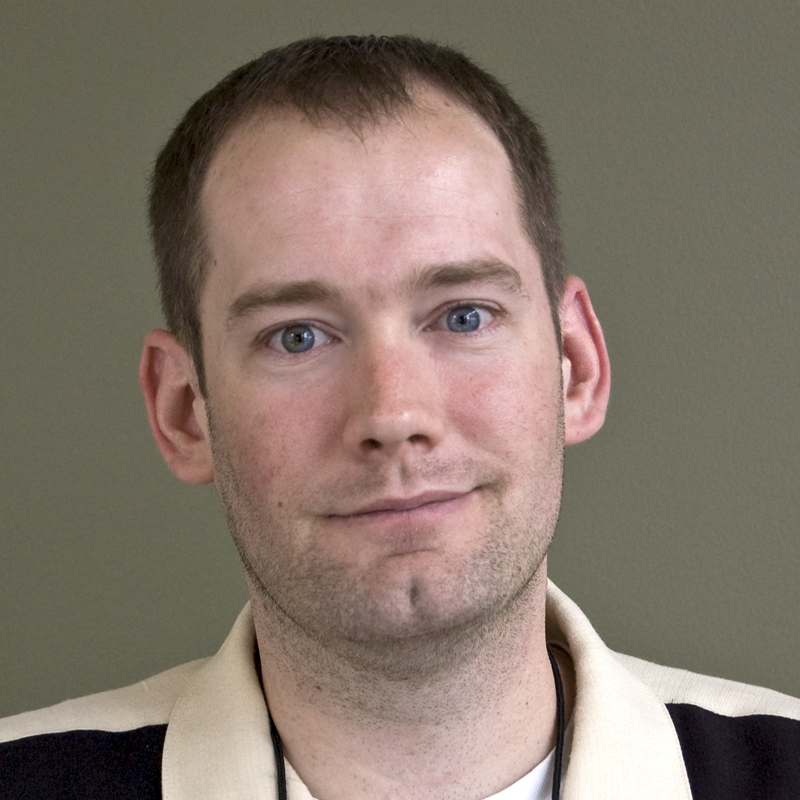
Brandon Mull

Brandon Mull je americký spisovatel převážně fantasy knih. Je také jedním z autorů beststellerů The New York Times. Kromě série Spirit Animals je autorem série Příběhy z kouzelné obory (v anglickém originále Fablehaven) a dalších.  Jeho nejnovějším dílem je série Dragonwatch.

### Maggie Stiefvaterová
Maggie Stiefvaterová je americká spisovatelka převážně fantasy knih pro mládež. Některá její díla jsou bestsellery  New York Times. Má ráda automobily a hudbu, sama hraje na několik hudebních nástrojů.

### Garth Nix
Garth Nix je americký spisovatel zejména fantasy knih pro mládež. Mezi jeho nejznámější díla patří knižní série Staré království, či Sedmá věž. Jeho nejnovějším dílem je kniha Žabí polibek (v anglickém originále Frogkisser)

### Sean Williams
Sean Williams je australský spisovatel zejména sci-fi a fantasy knih. Jeho nejnovějším dílem je Let Sleeping Dragons Lie.

### Shannon Hale
Shannon Hale je americká autorka převážně young-adult fantasy. Její první knihou je The Goose Girl, kterou nejdříve nikdo nechtěl vydat, ale nakonec byla v roce 2003 vydána. Vydání The Goose girl zahájilo její kariéru spisovatelky. 

## Knihy
| Č. | Původní název                                    | Český název                                          | Původní publikace | Česká publikace   | Původní ISBN       | České ISBN             |
| -- | ------------------------------------------------ | ---------------------------------------------------- | ----------------- | ----------------- | ------------------ | ---------------------- |
| 1  | Spirit Animals: Wild Born                        | Spirit Animals: Zrození hrdinů                       | 9. října 2013     | 4. února 2015     | ISBN 9780545522434 | ISBN 978-80-253-2387-8 |
|    |                                                  |                                                      |                   |                   |                    |                        |
| 2  | Spirit Animals: Hunted                           | Spirit Animals: Skrytá hrozba                        | 1. července 2014  | 1. dubna 2015     | ISBN 9780545522441 | ISBN 978-80-253-2433-2 |
|    |                                                  |                                                      |                   |                   |                    |                        |
| 3  | Spirit Animals: Blood Ties                       | Spirit Animals: Pokrevní pouto                       | 25. března 2014   | 2. září 2015      | ISBN 9780545522458 | ISBN 978-80-253-1495-1 |
|    |                                                  |                                                      |                   |                   |                    |                        |
| 4  | Spirit Animals: Fire and Ice                     | Spirit Animals: Ledová past                          | 24. června 2014   | 7. října 2015     | ISBN 9780545522465 | ISBN 978-80-253-2468-4 |
|    |                                                  |                                                      |                   |                   |                    |                        |
| 5  | Spirit Animals: Against the Tide                 | Spirit Animals: Zrádné vody                          | 30. září 2014     | 20. ledna 2016    | ISBN 9780545522472 | ISBN 978-80-253-2658-9 |
|    |                                                  |                                                      |                   |                   |                    |                        |
| 6  | Spirit Animals: Rise and Fall                    | Spirit Animals: Vzestup a pád                        | 30. prosince 2014 | 23. března 2016   | ISBN 9780545522489 | ISBN 978-80-253-2732-6 |
|    |                                                  |                                                      |                   |                   |                    |                        |
| 7  | Spirit Animals: The Evertree                     | Spirit Animals: Strom věčnosti                       | 31. března 2015   | 17. srpna 2016    | ISBN 9780545535212 | ISBN 978-80-253-2860-6 |
|    |                                                  |                                                      |                   |                   |                    |                        |
| 8  | Fall of the Beasts, Book One: Imortal Guardians  | Spirit Animals: Soumrak strážců: Nesmrtelní ochránci | 11. srpna 2015    | 2017              | ISBN 9781619636101 | ISBN 978-80-253-3266-5 |
|    |                                                  |                                                      |                   |                   |                    |                        |
| 9  | Fall of the Beasts, Book Two: Broken Ground      | Spirit Animals: Soumrak strážců: Rozvrácená země     | 29. prosince 2015 | 2017              | ISBN 9780545854429 | ISBN 978-80-253-3387-7 |
|    |                                                  |                                                      |                   |                   |                    |                        |
| 10 | Fall of the Beasts, Book Three: The Return       | Spirit Animals: Soumrak strážců: Velký návrat        | 26. dubna 2016    | 23. ledna 2018    | ISBN 9780545842075 | ISBN 978-80-253-3557-4 |
|    |                                                  |                                                      |                   |                   |                    |                        |
| 11 | Fall of the Beasts, Book Four: The Burning Tide  | Spirit Animals: Soumrak strážců: Hořící příliv       | 13. září 2016     | 26. dubna 2018    | ISBN 9780545832144 | ISBN 978-80-253-3600-7 |
|    |                                                  |                                                      |                   |                   |                    |                        |
| 12 | Fall of the Beasts, Book Five: Heart of the Land | Spirit Animals: Soumrak strážců: Kamenné srdce       | 9. května 2017    | 6. listopadu 2018 | ISBN 9781338116656 | ISBN 978-80-253-3928-2 |
|    |                                                  |                                                      |                   |                   |                    |                        |
| 13 | Fall of the Beasts, Book Six: The Wildcat's Claw | Spirit Animals: Soumrak strážců: Dráp šelmy          | 10. října 2017    | 19. února 2019    | ISBN 9781338116670 | ISBN 978-80-253-4055-4 |
|    |                                                  |                                                      |                   |                   |                    |                        |
| 14 | Fall of the Beasts, Book Seven: Stormspeaker     | Spirit Animals: Soumrak strážců: Krotitel bouří      | 30. ledna 2018    | 23. května 2019   | ISBN 9781338116694 | bude oznámeno          |
|    |                                                  |                                                      |                   |                   |                    |                        |
| 15 | Fall of the Beasts, Book Eight: The Dragon's Eye | Spirit Animals: Soumrak strážců: Dračí oko           | 24. dubna 2018    | 29. srpna 2019    | ISBN 9781338116717 | bude oznámeno          |
|    |                                                  |                                                      |                   |                   |                    |                        |
| 16 | Spirit Animals: Tales of the Great Beasts        | Spirit Animals: Příběhy velkých strážců              | 21. října 2014    | 6. května 2017    | ISBN 9780545695169 | ISBN 978-80-253-3160-6 |
|    |                                                  |                                                      |                   |                   |                    |                        |
| 17 | Spirit Animals: Tales of the Fallen Beasts       | bude oznámeno                                        | 23. února 2016    | bude oznámeno     | ISBN 9780545901291 | bude oznámeno          |